# Svend Christian Felumb
Svend Christian Felumb (Copenhaguen, 25 de desembre de 1898 - 16 de desembre de 1972) va ser un oboista i director d'orquestra danès.
Era fill del fabricant de pianos Jens Emil Felumb (1842-1920) i Sophie Charlotte Amalie Bense (1863-1923). Ja de ben petit va mostrar molt interès en la música, i durant els seus anys de batxillerat va exercir com a organista suplent en diverses esglésies de Copenhaguen. Va estudiar a la Universitat de Copenhaguen amb Ludolf Nielsen, i a París va estudiar oboè amb Louis Bleuzet i va ampliar els coneixements musicals amb Paul Vidal. Va realitzar el seu primer concert amb aquest instrument amb la Filharmònica de Copenhaguen el 1919.
El 28 de setembre de 1923 es va casar a Brooklyn amb Wera Dahl, nascuda el 18 de desembre de 1901, filla de l'agent de canvi Eli Dahl i d'Emilie, de soltera Andersen. Van tenir dos fills: Réné, nascut el 28 de setembre de 1925 i Ejvind Emil, nascut el 22 de novembre de 1930.
Des de 1924 fins a 1947 va ser l'oboista solista a l'Orquestra Reial Danesa de Copenhaguen. Del 1947 al 1962 va dirigir l'Orquestra del Tívoli a Copenhaguen, amb la qual va liderar el moviment per a la música nacional moderna danesa. Va ensenyar al Conservatori Reial de Música de Copenhaguen des de 1932 fins a 1960, amb el títol de professor des de 1953. Va ser el fundador de la societat Ny Musik a Copenhaguen i un líder del moviment per a la música nacional danesa moderna.